# Ноје
Ноје (хебрејски: נוֹחַ или נֹחַ, модерни: , тиберијски: Nōªḥ; арапски: نوح, Nūḥ; „почивати“) био је десети и последњи од антедилувијалних патријарха, најпознатији по потопу који се догодио у његово време. Прича о њему је садржана у хебрејској Библији, у књизи Постања, поглавља 5-9. Библија каже да је Ноје син Ламеха и да је једанаеста генерација после Адама. Умро је 350 година после потопа када му је било 950 година (Постање 9,28–29).
Док су Потоп и Нојева барка најпознатији елементи приче о Ноју, такође се спомиње и као „први пољопривредник“ и проналазач вина, исто као у вези с епизодом пијанства и каснијим проклетством Хама (Постање 9,20-27). Неке анализе текста приповести сугеришу да њен данашњи облик у ствари сажима два првобитно различита извора, вероватно темељена на две различите приче, те да садржи елементе раније месопотамске митологије, иако су обе тврдње постале предметом оспоравања и контроверзи.
Ноје је по библијском сведочењу имао три сина Сема, Хама и Јафета од којих воде порекло три велике групе народа, односно три људске расе: Семити – жута (народи Азије), Хамити – црна (народи Африке) и Јафетити – бела (народи Европе).
Прича о Ноји је још темељније обрађена у каснијим аврамским традицијама, те је имала огроман утицај на целу западну културу.

## Библијски наратив
Десети и последњи од претпотопних патријарха, Ламехов син и неименована мајка. Ноје има 500 година пре него што су му рођени синови Сем, Хам и Јафет.

### Нарација о потопу из Постанка
Нарација о потопу из Постања је обухваћена поглављима 6–9 у Књизи Постања, у Библији. Нарација указује да је Бог намеравао да врати Земљу у њено стање воденог хаоса пре стварања тако што ће поплавити Земљу због недела човечанства, а затим је преправити користећи микрокосмос Нојеве барке. Дакле, потоп није био обичан прелив, већ преокрет стварања. Наратив говори о злу човечанства које је подстакнуло Бога да уништи свет путем потопа, припреми барке за одређене животиње, Ноја и његове породице, и Божјој гаранцији (Нојев завет) за наставак постојања живота под обећањем да више никада неће послати потоп.

### После потопа
Након потопа, Ноје је принео спаљене жртве Богу. Бог је прихватио жртву, и склопио завет са Нојем, а преко њега и са целим човечанством, да неће опустошити земљу нити уништити човека другим потопом.
„И благослови Бог Ноја и синове његове, и рече им: Рађајте се и множите се и напуните земљу“. Као залог овог благодатног завета са људима и зверима, дуга је постављена у облацима (ib. viii. 15-22, ix. 8-17). Ноју су дате две забране: Док је конзумирање животињске хране било дозвољено, строго је било прописано уздржавање од крви; а проливање људске крви од стране човека постало је злочин кажњив смрћу од стране човека (ib. ix. 3-6).
Ноје, као последњи од изузетно дуговечних претпотопских патријарха, умро је 350 година након потопа, у 950. години, када је Тера имао 128 година. Максимални људски животни век, како је описано у Библији, постепено се смањује након тога, од скоро 1000 година до 120 година Мојсија.

### Нојево пијанство
После потопа, Библија каже да је Ноје постао земљорадник и да је засадио виноград. Пио је вино из овог винограда, и напијао се; и лежао „непокривен“ у свом шатору. Нојев син Хам, отац Ханана, видео је свог оца голог и рекао својој браћи, што је довело до тога да је Хамовог сина Ханана проклео Ноје.
Још у класичној ери, коментатори Постанка 9:20–21 су оправдавали Нојево прекомерно опијање јер се сматрало да је био први винопија; прва особа која је открила дејство вина. Јован Златоусти, архиепископ цариградски и црквени отац, писао је у 4. веку да се Нојево понашање може бранити: као први човек који је окусио вино, он неће знати његове последице: „Због незнања и неискуства о одговарајућој количини пића, пао у пијану омамљеност“. Филон, хеленистички јеврејски филозоф, такође је оправдао Ноја напоменом да се може пити на два различита начина: (1) да пије вино прекомерно, што је посебан грех за опаког злог човека или (2) да пије вино као мудар човек, при чему је Ноје ово друго. У јеврејској традицији и рабинској литератури о Ноју, рабини криве Сатану за опојна својства вина.